# Lærke Winther Andersen
 Der er for få eller ingen kildehenvisninger i denne artikel, hvilket er et problem. Du kan hjælpe ved at angive troværdige kilder til de påstande, som fremføres i artiklen.

Lærke Winther (født Andersen, 23. september 1975 på Østerbro i København ) er en dansk skuespiller, uddannet fra The Arts Educational School i London i perioden 1996-1999.
Lærke Winther fik debut i dansk film som den unge Sandy i Hella Joofs film En kort en lang, der gjorde hende landskendt med replikken "Guuud, er I bøsser?". Siden har hun arbejdet sammen med Hella Joof på filmen Oh Happy Day, samt tv-serierne Hvor Svært Kan Det Være? og Album. Lærke Winther blev for alvor kendt for sit komiske talent i satireprogrammet Normalerweize, som hun udviklede i samarbejde med Anna Neye. Serien blev første gang sendt på DR2 i 2004, og fik tre sæsoner, efterfulgt af et live-show på Bellevue Teatret i 2009.
Lærke Winther har siden haft en alsidig karriere, inden for både film, tv, teater og radio.
Film
I 2005 spillede Winther den handikappede Hanne i Jannik Johansens anmelderroste thriller Mørke , en fysisk og psykisk udfordrende rolle. I En enkelt til Korsør havde Lærke den kvindelige hovedrolle som den lesbiske Signe, der brænder for at få et barn. Her spillede hun overfor Carsten Bjørnlund og Signe Skov. I 2009 modtog hun en Bodil nominering for sin hovedrolle i Velsignelsen, som en nybagt mor, der kæmper med en fødselsdepression. Filmen blev vist på flere internationale festivaler og er instrueret af Heidi Maria Faisst
Erik Clausen tog den nyuddannede Winther under sine vinger, og castede hende senere  i Mennesker bliver spist (2015), som sin overforkælede og næsvise datter 
I Tre Ting , (2017) spillede Lærke Winther hård PET-agent overfor Nikolaj Coster-Waldau . Filmen er en one-location thriller, instrueret af Jens Dahl [2], og lavet for små midler.
I Mødregruppen, instrueret af Charlotte Sachs Bostrup og produceret af Zentropa, udnyttede Lærke Winther igen sit komiske talent i rollen som den overvægtige revisor Solvej, ligesom hun gør i publikumssucceserne Jagtsæson 1 og 2. Her udgør Winther sammen med Mille Dinesen og Stephania Potalivo det komiske trekløver. Jagtsæson-filmene var store publikumssucceser, men fik blandede anmeldelser.
TV
Da DR´s familieserie Mille havde premiere i 2009, skabte den debat, fordi den 12 årige hovedpersons bedste veninde dør i en bilulykke i første afsnit. Mille blev spillet af Mathilde Arcel Fock, og Lærke Winther spillede hendes omsorgsfulde mor Lajla, der hjælper sin datter igennem den svære sorgproces.
Lærke Winther medvirkede i 3 sæsoner af den populære tv-serie Dicte på Tv2, sendt 2013 til 2016. Her spillede hun jordemoderen Anne, nær veninde til hovedpersonen Dicte, spillet af Iben Hjejle.
Igennem tre julekalendere på Tv2(Tvillingerne og Julemanden (2013), Juleønsket (2015), Valdes Jul(2023, 2025) har Lærke bidraget til den gode julestemning, men i adventssatiren Mens vi presser Citronen (2015) , skrevet af Lisbeth Wulff, spillede Lærke Winther Sigrid, hvis skilsmisse sætter den gode stemning over styr i en samtidsramt madklub.
Nutidsdramaet Bankerot, fra 2014 blev anmeldt som "en vellykket blanding af drama og humor". Bankerot har manuskript af Kim Fupz Aakeson og er instrueret af Henrik Ruben Genz. Her ses Lærke Winther i rollen som fængselsbetjenten Kisser, som "balancerende mellem benhård knippelsuppe og håbløs romantik". 
I 2017 vendte Lærke tilbage til London, for at indspille den britiske tv-serie Rellik, BBC/ HBO. I denne mørke thriller, hvor handlingen udspiller sig baglæns, spillede Lærke Winther overfor Game of Thrones'stjernen Richard Dormer.
I den dansk norske dramaserie Mellem Os fra 2019, havde Lærke Winther hovedrollen som Nanna, der har udfordringer med kærligheden. Serien blev vist på Tv2, og er skabt af Nicolai Cleve Broch og Ole Marius Araldsen. 
I DR1’s satiriske komediedramaserie Namastay  (2024) spillede Lærke den fraværende mor Sidsel. Serien er instrueret Nikolaj Steen, og udstiller de velhavendes forlorne trang at komme tilbage til naturen.

Teater
Lærke Winther havde debut på de skrå brædder i forestillingen Power Lunch på teater Kaleidoskop i 2003. Forestillingen bestod af 4 enaktere af Alan Ball, som blev oversat til dansk af Lærke Winther selv.[5]
I 2004 spillede hun den gyseragtigt tyranniske hushjælp, Oda, i Line Knutzons Snart Kommer Tiden. Forestillingen var på turné med Det Danske Teater, og var instrueret af Emmet Feigenberg.
Forestillingen Alle mennesker er dødelige, baseret på Simone De Beauvoirs roman af samme navn, havde premiere på Det Kongelige Teater i 2006 . Her var Lærke Winther en del af et ensemble, instrueret af Nikolaj Cederholm.  
Hotel Pro Formas visuals og popduoen The Knifes banebrydende musik, skabte en ny art af elektroopera med forestillingen Tomorrow in a year. Verden set med Charles Darwins øjne dannede grundlaget for forestillingen, der turnerede internationalt i 2009-2010. Lærke Winther var forestillingens syngende fortæller i ensemblet, der derudover talte en operasanger, en popsanger og seks dansere.
Stemmearbejde
På den originale Radio 24syv, havde Lærke Winther sammen med sin kusine, Nanna Winther, i årene 2017-2018 radioprogrammerne Winthertid og Bladet fra munden. Winthertid blev nomineret til en prix radio i 2017.
Winthers stemme kan også høres til mange tegnefilm, deriblandt Ronald Barbaren, Monsters University, Megamind, og Langt fra Andedammen. Hun er også den danske stemme til karakteren Afsky i Inderst Inde og  Inderst Inde 2.
I øvrigt
I 2020 debuterede Lærke Winther som forfatter med romanen Ikke Afsendt på Forlaget Gyldendal. Ikke afsendt er en brevroman, der handler om at leve i sin egen blinde vinkel, om brudte relationer og om at få en chance til.
Lærke Winther har desuden opfundet begrebet ”Mellemdans”[4]. Mellemdans er en dans, der danses mellem retterne i en middag, deraf navnet. Mellemdansen skaber bevægelse under middagen, bryder den sociale synergi og sætter gang i dansegulvet. Mellemdansen kan også danses mellem andre aktiviteter, og er blevet populær i hele landet.
Lærke Winther er ambassadør for Røde Kors og foreningen De Stærke Børn.

## Film
| Filmografi |                                  |                         |                                   |         |
| År         | Titel                            | Rolle                   | Instruktør                        |         |
| 2024       | Majas Løfte                      | Dorthe                  | Fabian Wullenweber                |         |
| 2023       | Jagtsæson 2                      | Marlene                 | Peter Molde-Amelung               |         |
| 2021       | Toscana                          | Merle                   | Mehdi Avaz                        |         |
| 2019       | Jagtsæson                        | Marlene                 | Tilde Harkamp                     | 471.277 |
| 2019       | Mødregruppen                     | Solvej                  | Charlotte Sachs Bostrup           | 173.165 |
| 2017       | 3 ting                           | Nina                    | Jens Dahl                         | 65.083  |
| 2016       | Swinger                          | Ninette                 | Mikkel Munch-Fals                 | 152.086 |
| 2016       | Antboy 3                         | Mor                     | Ask Hasselbalch                   | 96.307  |
| 2015       | Mennesker bliver spist           | Gitte                   | Erik Clausen                      | 235.519 |
| 2015       | Min søsters børn og guldgraverne | Fru Flinth              | Niels Nørløv Hansen               | 318.160 |
| 2014       | Cykelmyggen og minibillen        | Polly (stemme)          | Flemming Møller og Jannik Hastrup | 28.123  |
| 2013       | Antboy                           | Mor                     | Ask Hasselbalch                   | 175.571 |
| 2012       | Den som dræber: Fortidens skygge | Mia Vogelsang           | Birger Larsen                     | 18.072  |
| 2011       | Ronal Barbaren                   | Zandra (stemme)         | Kresten Vestbjerg Andersen        | 94.181  |
| 2010       | Lærkevej                         | Anita                   | Mogens Hagedorn                   |         |
| 2009       | Velsignelsen                     | Katrine                 | Heidi Maria Faisstv               | 1531    |
| 2008       | En enkelt til Korsør             | Signe                   | Gert Fredholm                     | 28.296  |
| 2008       | Flammen & Citronen               | Kap                     | Ole Christian Madsen              | 673.764 |
| 2007       | Daisy Diamond                    | Instruktørens assistent | Simon Staho                       | 2430    |
| 2005       | Nynne                            | Ekspedient              | Jonas Elmer                       | 425.920 |
| 2005       | Mørke                            | Hanne                   | Jannik Johansen                   | 100.708 |
| 2005       | Den store dag                    | Bettina                 | Morten Arnfred                    | 51.179  |
| 2004       | Oh Happy Day                     | Shirley                 | Hella Joof                        | 248.358 |
| 2004       | Villa Paranoia                   | Angelique               | Erik Clausen                      | 202.337 |
| 2003       | Regel nr. 1                      | Johanne                 | Oliver Ussing                     | 59.888  |
| 2001       | En kort, en lang                 | Synne                   | Hella Joof                        | 584.067 |

## Tv-serier
| År         | Titel                      | Rolle              | Instruktør                    |
| 2024       | Valdes Jul                 | Karoline           | Morten Boesdal Halvorsen      |
| 2020       | Mellem os[8]               | Nanna              | Charlotte Sachs Bostrup       |
| 2017       | Rellik                     | Lisa Markham [7]   | Harry Williams                |
| 2015       | Juleønsket                 | Willys mor (Mette) | Carsten Myllerup              |
| 2015       | Mens vi presser citronen   | Sigrid             | Peter Gornstein               |
| 2014       | Bankerot                   | Kisser             | Henrik Ruben Genz             |
| 2013 -2016 | Dicte 1-3                  | Anne               | Jannik Johansen               |
| 2013       | Valg i kommunen            | Christina          | Rune Kalle Bjerkø             |
| 2013       | Tvillingerne og julemanden | Mor                | Tilde Harkamp                 |
| 2011       | Den som dræber             | Mia                | Birger Larsen, Kasper Barfoed |
| 2010       | Skæg med bogstaver         | Persille           | Palle Nørmark                 |
| 2009       | Mille                      | Leila              | Poul Berg                     |
| 2008       | Album                      | Tess Rolsted       | Hella Joof                    |
| 2005       | Wulffmorgenthaler          | Margit             | Wulff/Morgenthaler            |
| 2004-2008  | Normalerweize 1-3          | Forskellige roller | Peter Gren, Thea Lindeburg    |
| 2004       | Krøniken                   | Lise               | Charlotte Sieling             |
| 2001       | Hvor svært kan det være    | Lotte              | Hella Joof                    |

## Teater
| År   | Forestilling               | Teater               | Instruktør               |
| 2016 | Griskhed                   | Repuplique           | Kamilla Wargo Breckling  |
| 2011 | Labyrinten                 | Teater Grob          | Niels Anders Thorn       |
| 2010 | Tomorrow in a year         | Hotel Pro Forma      | Ralf Richard Strøbech    |
| 2009 | Normalerweize the show     | Bellevuetatret       | Anna Neye, Lærke Winther |
| 2009 | Don Carlos                 | Århus Teater         | Madeleine Røn Juul       |
| 2006 | Alle mennesker er dødelige | Det Kongelige Teater | Nicolai Cederholm        |
| 2004 | Snart kommer tiden         | Det Danske teater    | Emmet Feigenberg         |
| 2003 | Power Lunch                | Kalejdoskop          | Michaela Granberg        |

## Stemmeskuespil
- TMNT (2007)
- Megamind (2010)
- Monsters University (2013)
- Det Ukendtes Skov (2014) - den talende fugl Beatrice
- Inderst inde (2015) - Afsky

## Ekstern kilde/henvisning
- Lærke Winther Andersen på Internet Movie Database (engelsk)
- Lærke Winther Andersen på Filmdatabasen
- Lærke Winther Andersen på Filmdatabasen
- Lærke Winther Andersen på danskefilm.dk
- Lærke Winther Andersen på danskfilmogtv.dk
- Lærke Winther Andersen på Scope
- Lærke Winther Andersen på Svensk Filmdatabas (svensk)
- Lærke Winther Andersen på AlloCiné (fransk)
- Lærke Winther Andersen på AllMovie (engelsk)
- Lærke Winther Andersen på The Movie Database (engelsk)
- Lærke Winther Andersen på Letterboxd

|  | Artiklen om skuespilleren Lærke Winther Andersen kan blive bedre, hvis der indsættes et (bedre) billede. Du kan hjælpe ved at uploade et godt billede til Wikimedia Commons iht. de tilladte licenser og indsætte det i artiklen. Eller du kan søge efter eksisterende filer på Wikimedia Commons eller på Flickr - fx med værktøjet Free Image Search Tool. |